# Silberdisteln
Silberdisteln ist eine deutsche Filmkomödie aus dem Jahr 1998. Mit dieser Tragikomödie gab Udo Wachtveitl sein Debüt als Autor und Regisseur.

## Handlung
Eigentlich könnte alles ganz schön sein im Altenheim St. Bartholomäus – wenn nicht der Oberpfleger Linprun die Bewohner ständig schikanieren würde. Eine rüstige alte Dame stirbt unerwartet, sodass Rudolf, sein Kumpel Alfons und ihre Freundin Margarethe davon ausgehen, der verhasste Pfleger Linprun muss sie vergiftet haben. Als die Polizei keine Beweise findet und Margarethe vergeblich versucht, sich heimlich welche zu besorgen, hecken die „Silberdisteln“ einen Plan aus: Rudolf, der sich für unheilbar erkrankt hält, will sich freiwillig opfern, damit sie Linprun für seinen Tod verantwortlich machen können. Zunächst müssen sie aber alles bis ins Detail gut vorbereiten und Rudolf arbeitet daran, den Pfleger massiv gegen sich aufzubringen. So hat er wertvolle Zeugen, die bestätigen können, wie er im Speiseraum von Liprun angegriffen wird. In der Nacht wollen sie ihren Plan dann vollenden und verabreichen Rudolf ein Gift, dass einige Zeit braucht, bis es wirkt. Rudolf lockt Linprun in sein Zimmer, wo er den Pfleger in die Hand beißt, sodass dieser ihn schlägt und wutentbrand aus dem Zimmer stürmt. 
Am nächsten Tag ermittelt die Polizei nun ernsthaft gegen Linprun. Die Bisswunde an seiner Hand ist dabei nur ein Indiz, denn es wird auch Geld in seiner Wohnung gefunden, das aus Rudolfs Zimmer stammt. Die Ermittler können nicht ahnen, dass Margarethe und Adolf das Geld zuvor bei Linprun versteckt hatten. Kurzum, der Pfleger wird festgenommen und alles scheint perfekt geglückt. Allerdings taucht plötzlich der Mann auf, der Rudolf das Geld geliehen hatte und so fliegt der ganze Schwindel auf. Linprun wird wieder frei gelassen und da Margaretha als unzurechnungsfähig gilt, kann sie im Altenheim bleiben. Hier revangiert sich der Pfleger auf seine Art für Margarethes Handeln und verabreicht ihr eine tödliche Injektion mit den Worten: „Schon merkwürdig, dass ausgerechnet Sie mir auf die Spur kommen sind? Wo Sie doch verrückt sind, sogar amtlich.“

## Kritik
Silberdisteln wurde überwiegend gut aufgenommen. In der Internet Movie Database erhält der Film 6,1 von 10 möglichen Sternen. Die Fernsehzeitschrift Prisma resümiert: „Ohne Zugeständnisse an Genre-Erwartungen erzählt Udo Wachtveitl in seinem Debüt als Autor und Regisseur eine Komödie voll schwarzen Humors, die ständig mit den Erwartungen der Zuschauer spielt und ihnen immer wieder auf raffinierte Weise widerspricht – bis zu einem bitteren Ende.“ Weiterhin böte Wachtveitl dem „hochkarätigen Ensemble die Gelegenheit zu großer Leichtigkeit und Spielfreude“. Besonders hervorgehoben wird Heinz Schubert, „dem in seinem letzten Film noch einmal eine Figur gelang, die gerechtes Aufbegehren und missvergnügte Schlitzohrigkeit virtuos miteinander verbindet“. Auch TV Spielfilm lobt die darstellerische Leistung und nennt den Film eine „rabenschwarze Rentnerposse“. Der Filmdienst bezeichnet Silberdisteln als eine melancholische Komödie, „die eine Lanze für die Alten bricht und sich für ihre Würde ausspricht“.